# Marius Ovidiu Isăilă
Marius Ovidiu Isăilă (n. 2 ianuarie 1974) este un politician român, fost senator în Parlamentul României în legislatura 2012-2016 din partea PSD Dâmbovița.

## Condamnare penală
Senatorul PRU Marius Isăilă (fost PSD și UNPR) a fost condamnat definitiv la cinci ani și patru luni închisoare în dosarul în care este acuzat de trafic de influență și fals în înscrisuri sub semnătură privată, în 2016